# Кульбакине (аеродром)
Кульбакине (рос. Кульбакино, англ. Kul'bakyne, раніше називався «Водопій») — великий військовий аеродром на південно-східній околиці міста Миколаєва (Миколаївська обл.), Україна. На аеродромі дислокується 299-та бригада тактичної авіації, також поряд знаходиться Миколаївський авіаремонтний завод.
Сучасну назву аеродром отримав за назвою міського мікрорайону Миколаєва — Кульбакине.

## Історія
Аеродром Кульбакине належав 333-му Центру бойового застосування і перенавчання Авіації ВМФ ЗС СРСР. Після здобуття Україною незалежності центр був перейменований в 33-й Центр бойового застосування і перенавчання ВМС України.
На авіабазі базувався 540-й інструкторсько-дослідний морський ракетоносний авіаційний полк. У 1992 році на озброєнні авіаполку перебувало 29 Ту-22М2/М3 і 20 Ту-16К.
На початку 1990-х років Ту-16К і Ту-22М2 були відправлені на бази зберігання, а потім утилізовані.
Також на авіабазі базувалися протичовнові літаки Ту-142М і Ту-142МЗ. До початку 2006 року було знищено 6 літаків типу Ту-142.
Один Ту-142МЗ був переданий в Державний музей авіації України, ще один Ту-142 перебуває в Луганському авіамузеї.
Згодом на аеродромі стала базуватися 299-та бригада тактичної авіації ЗС України, озброєна штурмовиками Су-25.
Станом на 2012 рік на території авіабази перебуває один напіврозібраний Ту-142 і два Ту-95МС (б/н 31 і 95) в нельотному стані.
Біля авіабази Кульбакине розташований Миколаївський авіаремонтний завод (НАРП), де проводився[коли?] ремонт літаків Ту-16, Ту-95, Ту-142, Ту-22М2 і Ту-22М3, а також ремонт[коли?] Іл-76, Іл-78 та Су-24.
4 березня 2022 року російські окупанти проникли на територію аеродрому в мікрорайоні Кульбакине. Сюди ж зі сторони Баловного намагалася зайти ще одна колона російських військових. Та, для них ця спроба виявилася невдалою. 
Події, що розгорталися тоді на аеродромі Кульбакине, відіграли ключову роль в обороні Миколаєва. У боях на летовищі брав участь навіть начальник патрульної поліції в Миколаївській області Віталій Даніла. На момент, коли поліцейські прибули до аеродрому, то тут вже тривали запеклі бої. Тоді вороги вже зайняли частину території та витіснили наші Сили оборони. Та миколаївські патрульні впевнено вступили в бій і вдосталь “насипали” окупантам. 

## Споруди

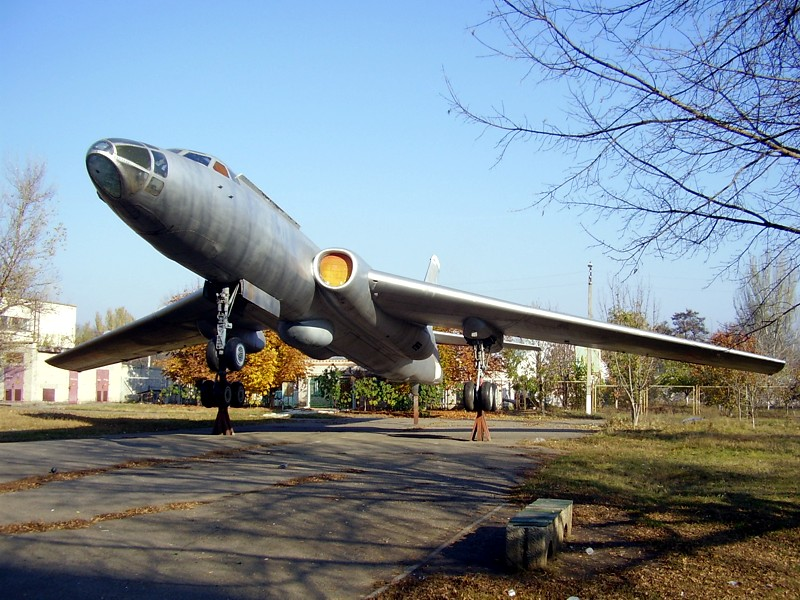
Ту-16, м. Миколаїв, Кульбакине, вул. Знам'янська

Неподалік авіабази, в центрі мікрорайону Кульбакине, встановлено Ту-16 у вигляді пам'ятника.